# Лінчук Олександр Титович
Олександр Титович Лінчук  (нар. 22 квітня 1925, Розсішки, Верхняцький район, Київська область, УРСР — пом. 31 серпня 2011, Христинівка, Черкаська область, Україна) — Герой Радянського Союзу (1944), учасник німецько-радянської війни.

## Життєпис
Олександр Лінчук народився 22 квітня 1925 року в селі Розсішки (нині Уманського району Черкаської області) у багатодітній селянській родині. Українець. Батьки: Тит Устимович та Устинія Антонівна працювали у колгоспі «імені Комінтерна». Батько — машиністом молотарки, мати ходила на ланку. Після закінчення семи класів школи Олександр також пішов працювати прищепчиком на трактор.
З початком німецько-радянської війни відправлений на Кузбас, де став прокатником на одному з металургійних заводів. Коли у 1943 році Олександру виповнилось 18 років одразу ж був мобілізований до лав Червоної армії. З вересня того ж року — на фронтах німецько-радянської війни.
До вересня 1943 року Лінчук був стрільцем 221-го гвардійського стрілецького полку 77-ї гвардійської стрілецької дивізії 61-ї армії Центрального фронту. Відзначився у ході битви за Дніпро. Незважаючи на масований ворожий обстріл, Лінчук переправився через Дніпро в районі села Любеч Чернігівської області і взяв активну участь в боях за захоплення і утримання плацдарму, обладнавши кулеметне гніздо з переправленим Максимом. На другий день, 1 жовтня 1943 року в районі села Усохи Брагінського району Гомельської області Білоруської РСР, склались непрості обставини. На плацдармі залишилась лічена кількість радянських воїнів, німці оточували їх з трьох сторін прострілюючи Дніпро, щоб не допустити підкріплення. У найтяжчий момент, коли затихло і було оточено інше кулеметне гніздо, червоноармієць Лінчук поспішив на підмогу і вогнем зі свого кулемета розсіяв гітлерівців, особисто знищивши близько 20 солдатів і офіцерів противника. За цей час відновили роботу і оточені кулеметники, які разом з Лінчуком відбивши німецьку контратаку німців з великими для них втратами.
У 1946 році в званні старшого сержанта Лінчук був демобілізований. Проживав у Христинівці, працював машиністом в залізничному депо. Помер 31 серпня 2011 року.

## Звання та нагороди
15 січня 1944 року Олександру Титовичу Лінчуку присвоєно звання Героя Радянського Союзу.
Також нагороджений:
- орденом Леніна
- орденом Вітчизняної війни 1 ступеня
- орденом «За заслуги» ІІІ ступеня [3]
- медалями